# Primatologi
Primatologi er studiet af primaterne. Det er en mangfoldig disciplin og primatologer kan findes i afdelinger af biologi, antropologi, psykologi og mange andre. Det er en gren af Biologisk antropologi, der i sig selv er undersøgelser af slægten Homo, især Homo sapiens.
Dette felt krydser over i studiet af hominider, som omfatter alle abe-lignende forfædre af mennesker og andre store menneskeaber.
| Biologi | Spire Denne artikel om biologi er en spire som bør udbygges. Du er velkommen til at hjælpe Wikipedia ved at udvide den. |